# Sion (Svizzera)
Sion (/sjɔ̃/ , toponimo francese; in tedesco Sitten, /ˈzɪtn̩/, in latino Sedunum e in italiano Seduno, desueto) è un comune svizzero di 34 708 abitanti del Canton Vallese, nel distretto di Sion; ha lo status di città ed è la capitale del cantone e il capoluogo del distretto, oltre che il comune più popoloso del cantone.

## Geografia fisica

### Posizione

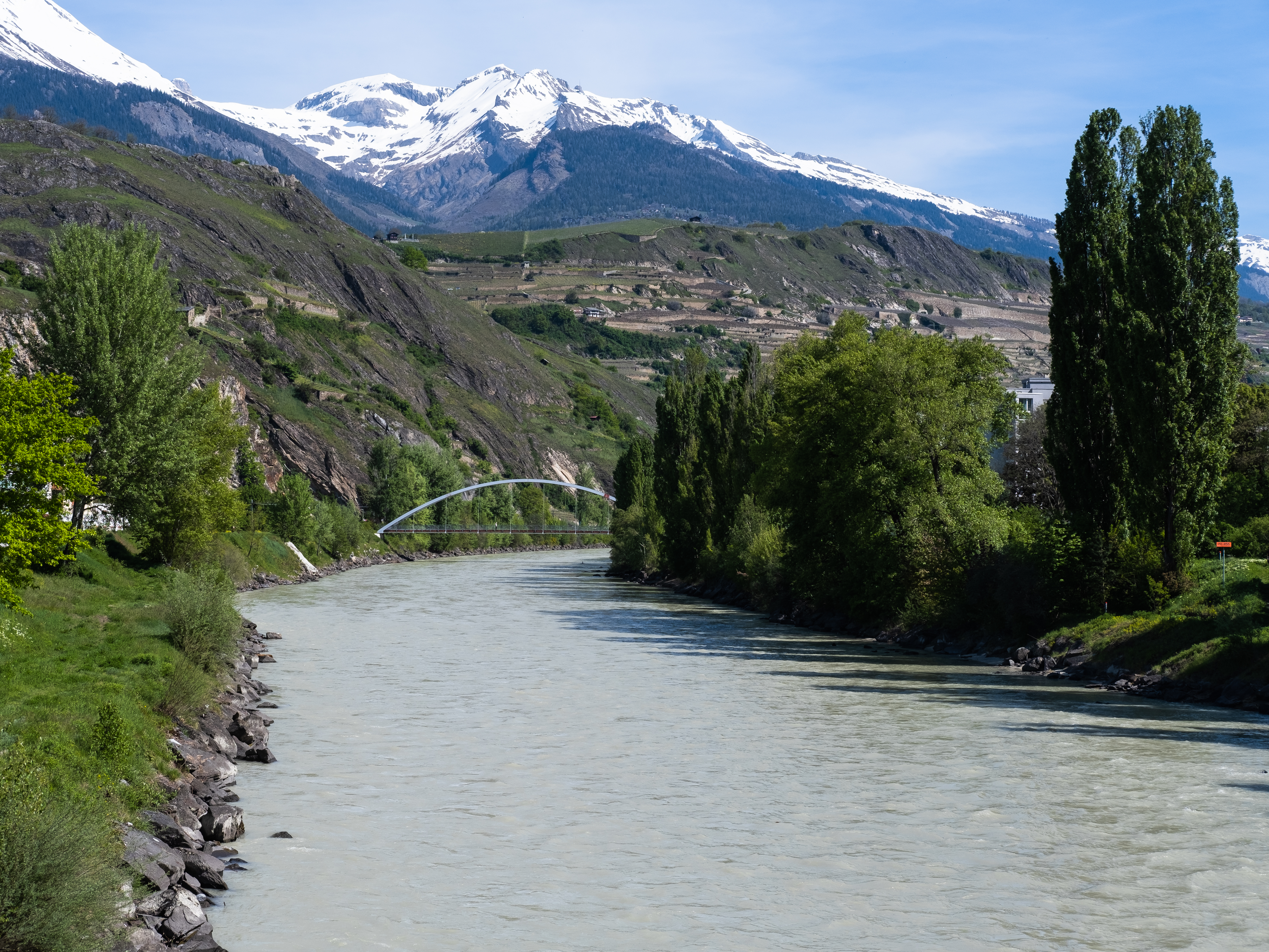
Il Rodano a Sion.

Il comune di Sion si trova nel distretto omonimo, nel Canton Vallese, di cui è il centro amministrativo. La città di Sion si estende principalmente sulla riva destra del Rodano, nella parte centrale della valle del fiume, sul cono del Sionne; il comune è delimitato a est dal Lienne e a ovest dalla Morge de Conthey, situata a 9 km dal confine orientale. I vigneti dell'altopiano della Savièse costituiscono il confine settentrionale. Infine, a sud, il comune si estende lungo la riva sinistra del Rodano, dalla foce della Val d'Hérens a quella della Val de Nendaz.
Il territorio di Sion ammonta a 34,85 km2. Al momento dell'indagine del 2013-2018, le aree residenziali e le infrastrutture rappresentavano il 37,6% della sua superficie, le aree agricole il 32,9%, le aree boschive il 22,7% e le aree improduttive il 6,6%.
Il comune comprende le frazioni di Pont-de-la-Morge, Châteauneuf, Montorge, La Muraz, Molignon e Uvrier sulla sponda destra e Arvillard, Turin, Pravidondaz, Salins, Les Agettes, Chandoline, la Crête, Maragnénaz, Pont-de-Bramois e Bramois sulla sponda sinistra. Il ponte sul Rodano si trova a 493 m di altitudine, la Place de La Planta a 508 m e il Château de Tourbillon a 658 m. Il punto più alto del comune si trova vicino a Thyon, a 2.193 m.

### Clima
A Sion ci sono 87,6 giorni di gelo all'anno. La temperatura massima è inferiore a 0°C per 6,3 giorni all'anno. La temperatura massima è superiore a +25 °C per 75,1 giorni all'anno e superiore a +30 °C per 20,9 giorni all'anno. L'insolazione media annua è di 2.158 ore..
Le nevicate sono frequenti in inverno, ma il manto nevoso scompare rapidamente, e raramente dura più di due settimane. I frequenti episodi di foehn danneggiano spesso il manto nevoso. I livelli di nevicate e il numero di giorni con neve al suolo sono diminuiti drasticamente dall'inizio degli anni '90.
A volte le nevicate intense raggiungono le pianure grazie alla presenza di un lago di aria fredda. Questo accade spesso dopo un periodo relativamente freddo di alta pressione. Quando arriva un fronte caldo e umido, i venti spazzano via le masse d'aria fredda nel Giura e sull'Altopiano svizzero, mentre il Vallese è protetto dalle Alpi. Se l'aria viene rimescolata al di sopra della linea pioggia/neve, nevicherà fino alle pianure. Durante il rimescolamento, può piovere a temperature inferiori allo zero, dando origine a una pioggia gelata che raramente dura a lungo, poiché il vento raggiunge rapidamente gli strati inferiori..
I 60 cm di neve caduti durante la giornata del 10 dicembre 2017 rappresentano un record giornaliero per la città.

## Storia
La città di Sion fu occupata già nel Neolitico (necropoli di Petit-Chasseur), ma sembra essersi sviluppata soprattutto durante il periodo celtico.
Il suo nome attuale deriva dal latino Sedunum, a sua volta derivato dal nome del popolo celtico che vi abitava, i Seduni (in latino Sedunii). Essi costruirono un oppidum sul sito di Sion, solitamente identificato con Drousomagos, che forse significa mercato di Druso o mercato dei cespugli, menzionato da Tolomeo e situato a monte di Martigny.
Fino alla fine dell'epoca romana, Sion rimase all'ombra di Massongex e poi di Martigny, allora conosciuta come Octodurum, che aveva il vantaggio di trovarsi sulla strategica via del Gran San Bernardo. Solo nel V secolo, quando il vescovo vi trasferì la sede episcopale, la città divenne il centro socio-culturale della regione.
Nel 999, il vescovo di Sion divenne conte del Vallese. Nel 1032 la contea entrò a far parte del Sacro Romano Impero. Dal 1189, la contea divenne il principato episcopale di Sion. Durante il Medioevo e il Rinascimento, il vescovo e la Dieta, che aveva sede a Sion, si scontrarono per l'unificazione del Vallese e la lotta per il potere.
La città di Sion fu distrutta e saccheggiata più volte fino al 1475, quando le truppe savoiarde furono respinte alle sue porte nella battaglia di La Planta.
La città crebbe lentamente fino al terribile incendio del 1788. Fu ricostruita, ma i suoi bastioni furono demoliti nel XIX secolo (tutto ciò che rimane oggi sono la Tour des Sorciers e la Tour de Guet).
La città conobbe un grande boom con l'arrivo della ferrovia.
Nel 1968 ha inglobato il comune soppresso di Bramois, nel 2013 quello di Salins e nel 2017 quello di Les Agettes.

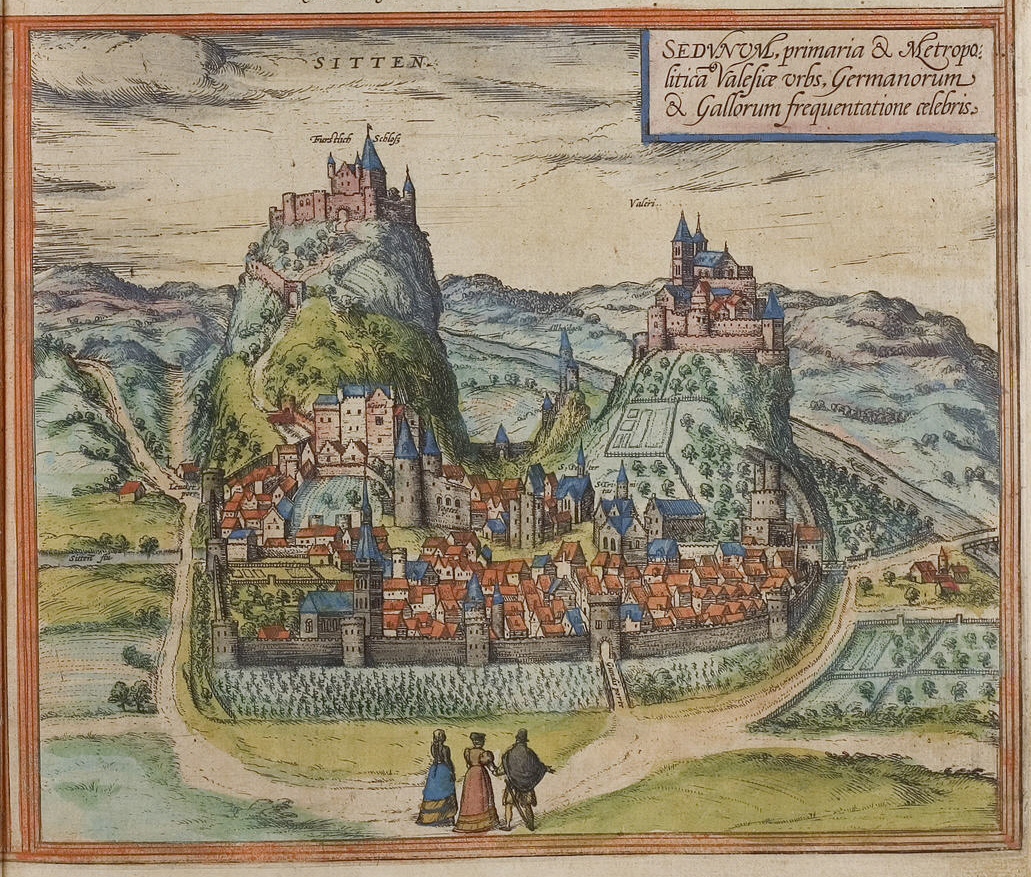
La città di Sion nel 1572.
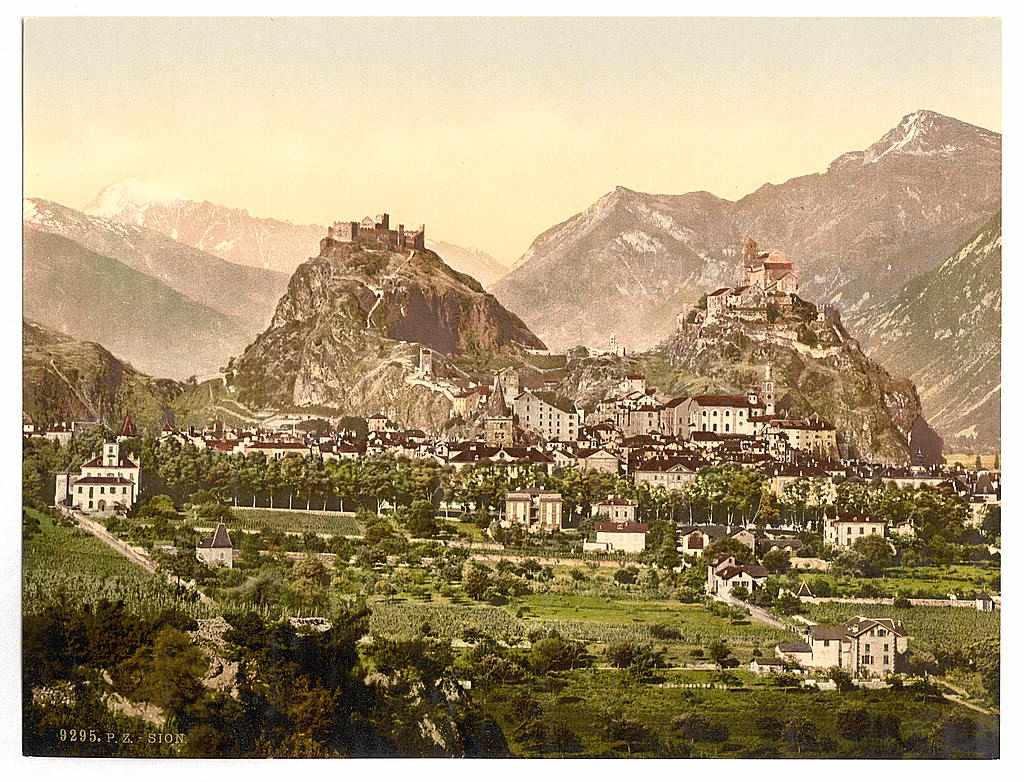
Veduta generale di Sion nel XIX.
Foto aerea (1955).

## Monumenti e luoghi d'interesse

### Architetture religiose

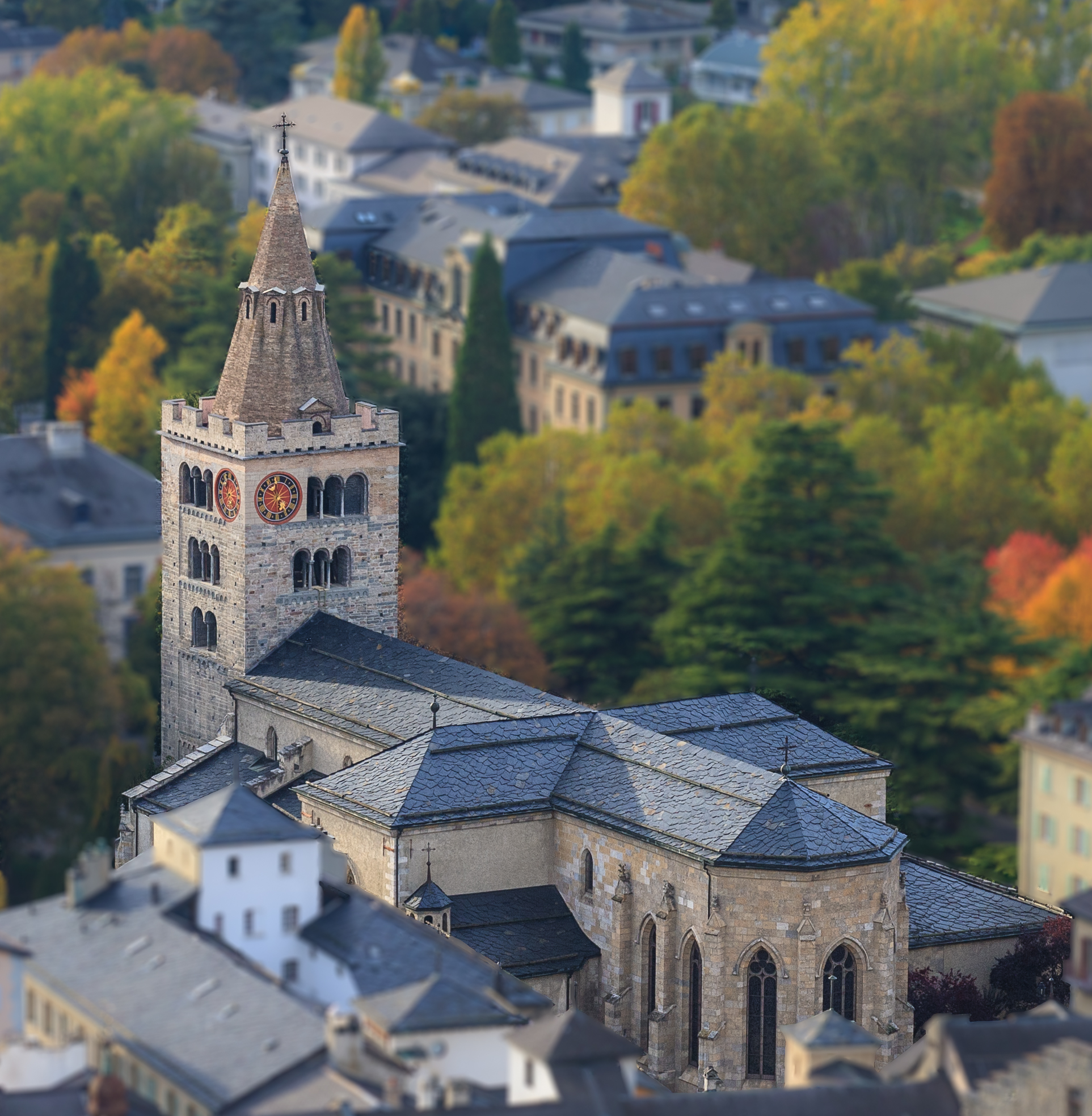
La cattedrale di Nostra Signora di Sion

- Cattedrale di Nostra Signora di Sion, eretta nel XII-XVI secolo[1];
- Basilica di Valère, eretta nell'XI secolo[1]; famosa per il suo organo, considerato il più antico organo a canne del mondo ancora funzionante[17], dal 1969 ospita un festival internazionale di organi antichi[1].

### Architetture civili
- Rovine del Castello di Tourbillon, su una collina a fianco di quella che ospita la Basilica di Valère
- Casa Supersaxo, edificio civile rinascimentale (XVI secolo)[18]

## Società

### Evoluzione demografica
L'evoluzione demografica è riportata nella seguente tabella:
Abitanti censiti

### Lingue e dialetti
Se nel 1870 oltre il 50% della popolazione era germanofono, con il passare degli anni la lingua francese è diventata maggioritaria. Nel 2000 la maggioranza della popolazione parlava francese (22.338 persone, ovvero l'82,2% della popolazione) come prima lingua, con il tedesco seconda lingua madre più diffusa (1.523 persone, 5,6%), seguito dal portoghese in terza posizione (912 o 3,4%) e l'italiano in quarta (855 persone o 3,1%). Nello stesso anno il romancio (lingua nazionale svizzera dal 1938 e parzialmente lingua ufficiale dal 1996) risultava la prima lingua di 19 persone del comune.
| Lingua madre | 1888           | 1900           | 1910           | 1930           | 1950           | 1970            | 1990            | 2000            |
| Francese     | 3 641 (59,7%)  | 4 892 (72,46%) | 5 318 (73,31%) | 6 726 (77,69%) | 9 604 (81,6%)  | 16 478 (75,16%) | 19 430 (76,69%) | 22 338 (82,21%) |
| Tedesco      | 2 273 (37,27%) | 1 733 (25,67%) | 1 695 (23,37%) | 1 633 (18,86%) | 1 797 (15,27%) | 2 646 (12,07%)  | 1 735 (6,85%)   | 1 523 (5,61%)   |
| Italiano     | 175 (2,87%)    | 125 (1,85%)    | 230 (3,17%)    | 287 (3,32%)    | 353 (3,0%)     | 2 046 (9,33%)   | 1 143 (4,51%)   | 855 (3,15%)     |
| altro        | 10             | 1              | 11             | 11             | 16             | 755             | 3 028 (11,95%)  | 2 455 (9,04%)   |
| Totale       | 6 099          | 6 751          | 7 254          | 8 657          | 11 770         | 21 925          | 25 336          | 27 171          |

Fonte: Dizionario storico della Svizzera

### Denominazioni
Gli abitanti del comune si chiamano Sédunois.
Essi sono soprannominati Bordzés, o "borghesi" in dialetto vallesano.

## Geografia antropica

### Frazioni
- Bramois[22]
- Châteauneuf
- La Muraz
- Les Agettes[23]
  - Crête-à-l'Œil
  - La Vernaz
- Salins[24]
- Uvrier

## Economia
Il settore terziario è l'attività principale della città, grazie soprattutto alla presenza dell'amministrazione cantonale, del parlamento vallesano e del tribunale cantonale. Anche il turismo (numerosi castelli e musei) è un'attività importante.
Il settore secondario è scarsamente rappresentato, anche se esiste un'attività di orologeria (in subappalto).
Il settore primario, sebbene marginale, non è trascurabile: Sion è il terzo comune viticolo della Svizzera e anche l'orticoltura è significativa. Tuttavia, l'area dedicata all'agricoltura e alla viticoltura si sta riducendo costantemente con l'avanzare dell'urbanizzazione.
Infine, vale la pena sottolineare la presenza di un importante centro medico, l'ospedale di Sion-Région, che riunisce discipline mediche all'avanguardia. È membro del Réseau Santé Valais e lavora in collaborazione con il Centre Hospitalier Universitaire Vaudois di Losanna.
Sempre nel settore medico, Sion ospita l'Institut central des Hôpitaux valaisans (ICHV), la Clinique romande de réadaptation physique della SUVA, e l'Institut de recherche en ophtalmologie (IRO - laboratori di ottica, biofisica e oculogenetica)..
Il comune ospita un impianto di incenerimento dei rifiuti che serve 44 comuni limitrofi. Questo impianto è dotato di un catalizzatore che riduce le emissioni di NOx al di sotto dei valori limite tollerati. I residui solidi dell'incenerimento rimangono comunque. Il calore della combustione viene convertito in energia elettrica, che viene immessa nella rete locale.

## Infrastrutture e trasporti

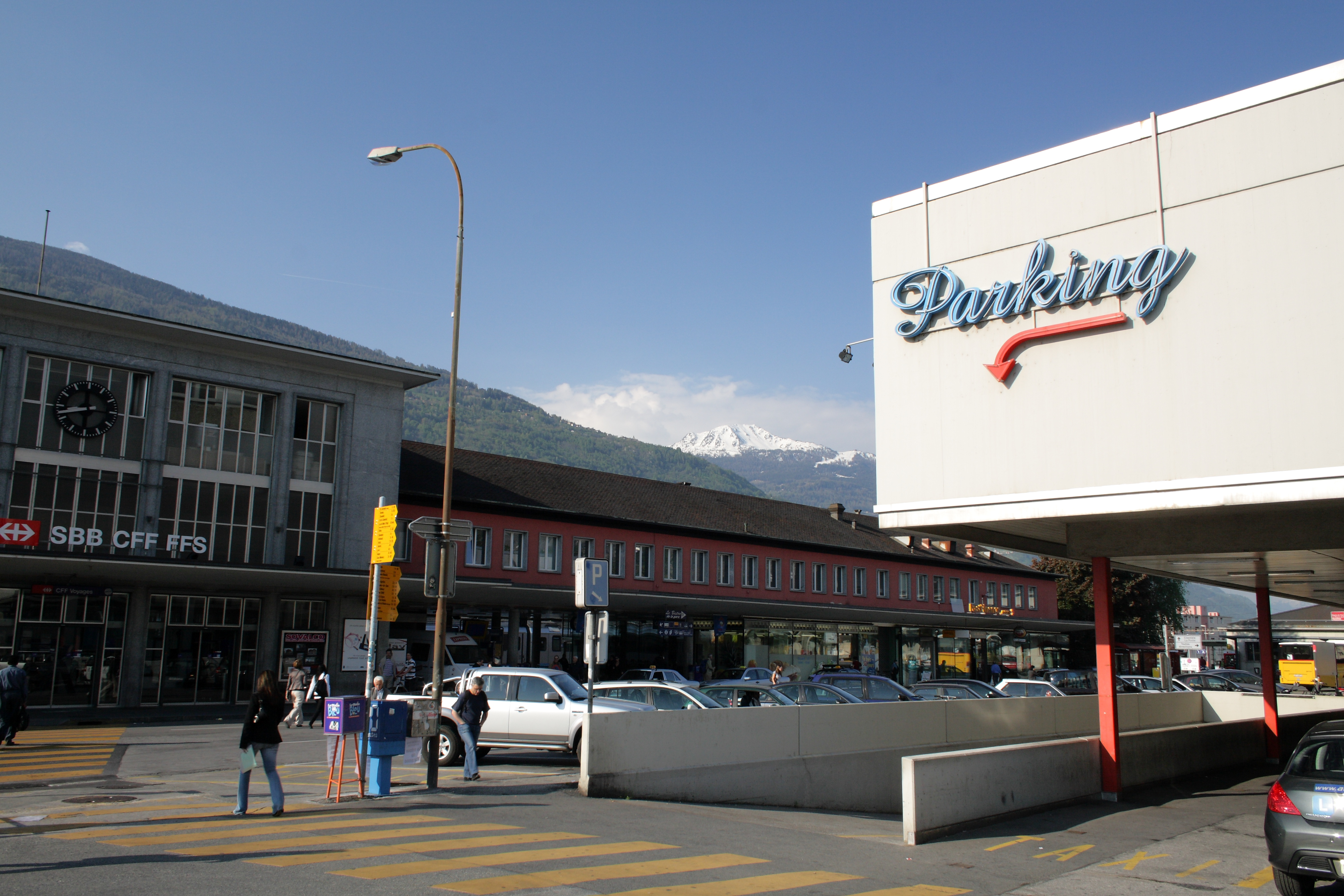
La stazione di Sion

Sion è un centro intermodale (stazione FFS e stazione degli autobus). La stazione ferroviaria si trova sulla ferrovia Losanna-Briga (linea del Sempione Losanna-Milano). L'A9 (Brig-Lausanne-Vallorbe) corrisponde alla Strada Europea E62, con uscite 26 (Sion-Ouest) e 27 (Sion-Est). L'aeroporto di Sion offre voli di linea stagionali per Londra e voli charter per Maiorca e Saint-Tropez.

## Amministrazione

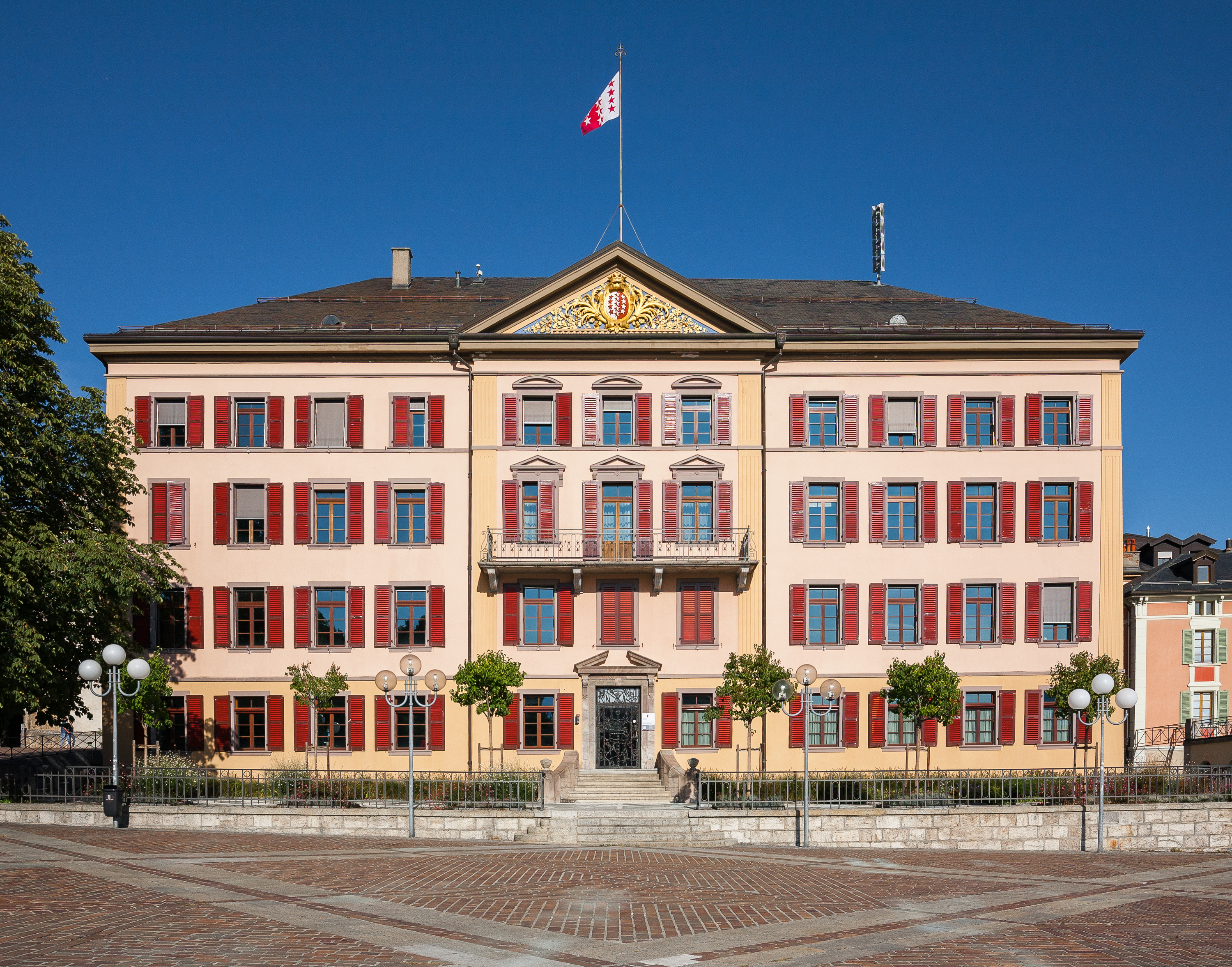
Palazzo del governo a Sion

### Consiglio Comunale
Il Consiglio Comunale è l'organo esecutivo del comune. I suoi nove membri, che non sono permanenti ad eccezione del Presidente, sono eletti ogni quattro anni dai cittadini.
Nelle elezioni del 30 novembre 2008, il liberale-radicale Marcel Maurer è stato eletto Presidente della Città di Sion con 5.473 voti, diventando il primo Presidente della città non democristiano. Il 16 ottobre 2016, Philippe Varone è stato eletto alla carica con 3.559 voti.

### Elenco dei presidenti della città di Sion
- 1848-1850 : François de Kalbermatten
- 1850-1853 : Hyacinthe Grillet
- 1853-1862 : Ferdinand de Torrenté
- 1863-1866 : Edouard Wolff
- 1867-1872 : Ferdinand de Torrenté
- 1873-1874 : Camille Dénériaz
- 1875-1876 : Alexandre Dénériaz
- 1877-1884 : Auguste Bruttin
- 1885-1892 : Robert de Torrenté
- 1893-1899 : Chales de Rivaz
- 1899-1907 : Joseph Ribordy
- 1907-1910 : Charle-Albert de Courten
- 1918-1920 : Henri Graven
- 1920-1945 : Joseph Kuntschen, PDC
- 1945-1952 : Adalbert Bacher, PDC
- 1953-1955 : Georges Maret PDC
- 1955-1962 : Roger Bonvin, PDC
- 1962-1972 : Emile Imesch,PDC
- 1972-1972 : Antoine Dubuis, PDC
- 1973-1984 : Félix Carruzzo, PDC
- 1985-1996 : Gilbert Debons, PDC
- 1997-2008 : François Mudry, PDC
- 2009-2016 : Marcel Maurer, PLR
- 2017- : Philippe Varone, PLR

### Patriziato
Ogni famiglia originaria del luogo fa parte del cosiddetto comune patriziale e ha la responsabilità della manutenzione dei beni comuni ricadente all'interno dei confini del comune.

## Sport
La squadra di calcio locale è il Football Club de Sion.